# Yorkshire Sculpture Park

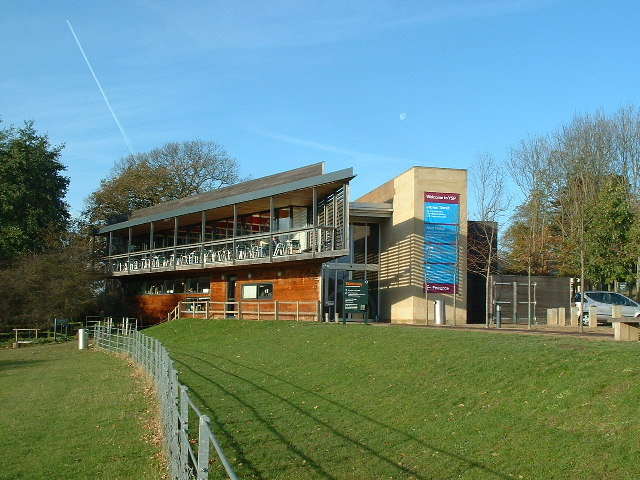
Besucherzentrum des Yorkshire Sculpture Parks

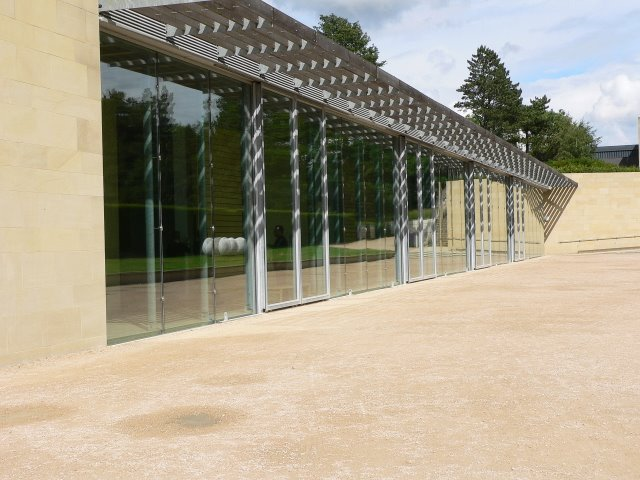
Mittlerweile gibt es auch eine Underground Gallery

Der Yorkshire Sculpture Park (YSP) ist ein 1977 vom Kunsterzieher Peter Murray gegründeter Skulpturengarten in West Bretton, City of Wakefield, in West Yorkshire, England. 

## Geschichte
In den 1970er Jahren gab es in Großbritannien noch kein vergleichbares Projekt. Skulpturenparks gab es in Europa nur in Dänemark (Louisiana Museum of Modern Art) und in den Niederlanden (Kröller-Müller Museum). Anfänglich war der Widerstand gegen das Projekt beträchtlich. In Leserbriefen wurde der „Metallschrott“ als „Beleidigung für die Intelligenz der Steuerzahler“ beschimpft. Allerdings war die Mehrheit der lokalen Bevölkerung von der Idee angetan und wollte bald mehr sehen. Es traf sich gut, dass zwei wichtige britische Bildhauer Henry Moore und Barbara Hepworth nicht weit entfernt aufgewachsen waren. Eine Reihe von Standorten, das Yorkshire Sculpture Triangle, ist diesem Kunsterbe gewidmet. 

Henry Moore und Barbara Hepworth befürworteten den Gedanken, Skulpturen aus den Galerien in die offene Landschaft zu bringen. Moore war der Ansicht: 

„Daylight, sunlight is necessary. (Tageslicht, Sonnenlicht ist notwendig.)“

Moore führte weiter aus: 

„Sculpture is an art of the open air. (Skulptur ist eine Freiluftkunst.)“

Der Yorkshire Sculpture Park hatte nie viel Geld, um Kunstwerke anzuschaffen, aber viele Künstler stifteten Skulpturen oder stellten sie als Leihgaben zur Verfügung. Hunderte von Künstlern aus über 40 Ländern folgten dem Aufruf und stellten ihre Werke aus. Viele Exponate sind dauerhaft im Park zu sehen, andere sind nur für einen bestimmten Zeitraum vor Ort und werden dann durch neue Werke ersetzt. Heute hat der Park 170 Angestellte und wird von 400.000 Menschen im Jahr besucht. Der Eintritt ist frei. Deshalb ist der Park auf die Einnahmen aus Parkgebühren angewiesen.
Die Atmosphäre in der weitläufigen Landschaft ist entspannt:

„Der Yorkshire Sculpture Park ist keine gewöhnliche Galerie. Es gibt zum Beispiel keine Luftentfeuchter und niemand wird Sie schief ansehen, wenn Ihr Handy plötzlich klingelt. Es geht hier um Kunst im Freien, Wind und Wetter ausgeliefert, an 365 Tagen im Jahr.“

2014 gewann der Yorkshire Sculpture Park den größten Kunstpreis Großbritanniens und erhielt die Auszeichnung Art Fund Museum des Jahres.

## Werke
Auf einer Fläche von 200 Hektar sind in Dauer- und Wechselausstellungen jeweils mindestens 40 Skulpturen international bekannter Künstler zu sehen.
Gezeigt werden bzw. wurden bisher u. a. Skulpturen von Barry Flanagan, Elisabeth Frink, Andy Goldsworthy, Barbara Hepworth, Matthew Houlding, Sol LeWitt, Henry Moore, Eduardo Paolozzi, Ronald Rae, Mark di Suvero und Not Vital.
| Bild | Künstler / Künstlerin                             |
| ---- | ------------------------------------------------- |
|      | Ai Weiwei Iron Tree                               |
|      | Kenneth Armitage                                  |
|      | Michael Ayrton Arkville Minotaur                  |
|      | Jonathan Borofsky Molecule Man                    |
|      | Anthony Caro Promenade                            |
|      | Eduardo Chillida                                  |
|      | Jesse Darling March of the Valedictorians         |
|      | Mark di Suvero Nelly                              |
|      | Helen Escobedo Summer Fields                      |
|      | Brian Fell Ha-Ha Bridge                           |
|      | Alec Finlay World Wide Letter Box                 |
|      | Leo Fitzmaurice Arcadia                           |
|      | Barry Flanagan Large Nijinsky Hare on Anvil Point |
|      | Elisabeth Frink Seated Man                        |
|      | Elisabeth Frink                                   |
|      | Andy Goldsworthy                                  |
|      | Andy Goldsworthy                                  |
|      | Andy Goldsworthy Hanging Trees                    |
|      | Nigel Hall Crossing (Horizontal)                  |
|      | Nigel Hall                                        |
|      | Barbara Hepworth The Family of Man                |
|      | Phillip King                                      |
|      | Sol LeWitt Cinderblock                            |
|      | Igor Mitoraj Bound Eros Cracked                   |
|      | Henry Moore Reclining Figure                      |
|      | Henry Moore                                       |
|      | Henry Moore                                       |
|      | Henry Moore Large Two Forms                       |
|      | Henry Moore                                       |
|      | Henry Moore                                       |
|      | Henry Moore                                       |
|      | David Nash Seventy-one Steps                      |
|      | Isamu Noguchi                                     |
|      | Dennis Oppenheim Trees                            |
|      | Lucy Orta + Jorge Orta Gazing Ball                |
|      | Zak Ové Black and Blue                            |
|      | Eduardo Paolozzi                                  |
|      | Tim Paul Totem Pole                               |
|      | Jaume Plensa                                      |
|      | Jaume Plensa Nuria and Irma'                      |
|      | Ronald Rae Tiger                                  |
|      | Peter Randall-Page                                |
|      | Sophie Ryder Crawling                             |
|      | Sophie Ryder Eye                                  |
|      | Ulrich Rückriem                                   |
|      | Sarah Statton                                     |
|      | William Turnbull Large Horse                      |
|      | James Turrell Deer Shelter Skyspace               |
|      | Winter/Hörbelt Basket #7                          |
|      | Austin Wright Ring                                |
|      | Gordon Young Walk Of Art                          |
|      | Michael Zwingmann Invasion                        |

## Partnerschaften
2007 war der Yorkshire Sculpture Park Partnerorganisation der renommierten Skulpturenausstellung Blickachsen 6 in Bad Homburg vor der Höhe; dort war aus dem Parkbestand unter anderem die Skulptur Large Nijinsky Hare on Anvil Point von Barry Flannegan zu sehen.